# Marta Iris Muñoz
Marta Iris Muñoz Cascante (San José, 18 de noviembre de 1956) es una política costarricense, hija de Juan Rafael Muñoz y Alice Cascante, entre seis hermanos. Graduada como bachiller del Colegio Nuestra Señora de Sion.
Luego, estudió Derecho en la Universidad de Costa Rica hasta el año 1982 cuando se graduó como abogada y comenzó su carrera profesional como fiscal, alcaldesa mixta y de pensiones y jueza de instrucción en Cartago hasta que en 1985 inició su labor como defensora pública en Tibás.
Durante la década de los noventa fungió como Subdirectora de la Defensa Pública hasta que en el año 1996 fue nombrada por la Corte Suprema de Justicia de Costa Rica como la directora general de la Defensa Pública de Costa Rica, cargo que desempeña hasta la actualidad.

## Carrera profesional
Durante sus estudios universitarios fue Asistente Jurídica de la Defensa Pública, además de ser nombrada como fiscal. También trabajó como Jueza de Instrucción en la provincia de Cartago y alcaldesa mixta y de pensiones en Desamparados y Puriscal.
En los años noventa fue subdirectora de la Defensa Pública. En 1996, los magistrados de la Corte Suprema de Justicia de Costa Rica la nombraron directora general de la Defensa Pública de Costa Rica.
Marta Iris Muñoz se ha desempeñado como la directora general de la Defensa Pública de Costa Rica durante más de 14 años en los cuales ha realizado importantes acciones para la Institución y el país en materia de derechos fundamentales.
Además, fungió como la primera Secretaria General de la Asociación Interamericana de Defensorías Públicas (AIDEF) y en la actualidad es la Coordinadora para Centroamérica de la Asociación Interamericana de Defensorías Públicas (AIDEF).
Bajo la dirección de Marta Iris Muñoz, la Defensa Pública de Costa Rica ha jugado un papel fundamental en la defensa de los derechos de las poblaciones vulnerables del país como los privados y privadas de libertad y de los indígenas. 
Además, en su dirección, Costa Rica fue el país sede del Primer Congreso Interamericano de Defensorías Públicas en el año 2003.
La Institución se ha visto posicionada como una de las mejores a nivel mundial en la actualidad, además la Defensa Pública ha implementado proyectos de modernización como el Proyecto INDRA cuya etapa final consiste en la creación de un sistema de gestión para la Defensa Pública.

## Congreso Interamericano de Defensorías Públicas
El Primer Congreso Interamericano de las defensorías públicas fue desarrollado por la Defensa Pública de Costa Rica en la gestión de Marta Iris Muñoz en el año 2003.
En esta reunión celebrada en el Hotel Herradura se visualizaron temas trascendentales para el mejoramiento de las técnicas como los principales desafíos de la Defensa Pública en América Latina, el sistema de Protección Internacional de Derechos Humanos, la universalización de los derechos humanos, los derechos humanos de los pueblos indígenas y los mecanismos de protección de los derechos fundamentales de las personas privadas de libertad.

## Caso Chere Lyn Tomayko
Chere Lyn Tomayko, de 47 años, escapó en mayo de 1997, del condado de Tarrant, en Texas, Estados Unidos, donde habitaba y trabajaba como enfermera. Ella huyó con su hija Alexandria (en ese momento de 8 años), la cual tenía bajo custodia en conjunto con el padre de la menor, Roger Cyprian, como lo habían hecho desde 1990.
En diciembre de 1996 un tribunal del condado de Tarrant determinó que la custodia debería seguir de manera conjunta y que la residencia de Alexandria sería en Tarrant County. Cuando Tomayko huyó hacia Costa Rica ingresó con visa de turista y venía acompañada de Alexandria y su otra hija Chandler Tomayko, quien en aquel momento tenía 10 años. Esta niña no tenía impedimento de salida.
Las mujeres se instalaron en Heredia, donde conocieron a Javier Montero, con quien Chere Lyn Tomayko tuvo dos niñas: Sophia Montero (tiene hoy 8 años) y Arianna Montero (5 años). Por el hecho de haber sacado sin autorización a Alexandria, fue acusada por Roger Cyprian de secuestro internacional de su hija, cargo por el cual podría recibir una pena de tres años de prisión y la imposición de una multa de $250.000.
Finalmente Tomayko fue puesta en libertad y liberada del proceso de extradición mediante una resolución dictada por la Sala Constitucional gracias a un recurso interpuesto por la Defensa Pública. Gestiones realizadas por la Defensoría de los Habitantes y el INAMU en conjunto con la Defensa Pública sirvieron de argumento para el recurso, el cual fue declarado con lugar por la Sala IV en el 2008.
Tanto Marta Iris Muñoz, directora de la Defensa Pública, como Jeannette Carrillo, presidenta del Instituto Nacional de la Mujer (INAMU), y la defensora de los Habitantes, Lisbeth Quesada Tristán, consideraron que el fallo de la Sala Constitucional sienta un precedente, y celebraron la liberación de Tomayco.

## Ley de Protección a Víctimas
La Defensa Pública, adscrita al Poder Judicial, solicitó al mandatario, Óscar Arias Sánchez, ejercer su derecho al veto y devolver la legislación a la Asamblea Legislativa. Marta Iris Muñoz, jefa de los defensores públicos, puntualizó que la intención es que los diputados consulten la ley a la Sala Constitucional antes de que rija.
La funcionaria citó tres aspectos del texto que, en su criterio, pueden tener roces con la Constitución Política y los derechos humanos. El primero es la existencia de los testigos sin rostro, que protege la identidad de un denunciante o testigo de un delito. Esta condición, en criterio de Muñoz, se opone el derecho de defensa.
Muñoz también adversa que en los procesos de flagrancia se reduzca a 24 horas el tiempo para preparar la defensa que harán de un imputado en el juicio.
Objeta, igualmente, que se amplíen las razones para que un juez dicte prisión preventiva y que se dé a los agentes del Organismo de Investigación Judicial (OIJ) la posibilidad de interrogar sospechosos.
Esta ley, además, crea un programa de protección para víctimas, testigos y demás intervinientes del Poder Judicial. También aumenta penas en gran cantidad delitos y limita el uso de la conciliación, entre otras reformas.

## Acciones a favor de privadas y privados de libertad
Las presas de la cárcel El Buen Pastor, en San Rafael Arriba de Desamparados, luchan para obtener servicios de ginecología las 24 horas y dentro del penal.
Actualmente, solo reciben ese servicio médico si lo piden con anticipación en hospitales de la capital o clínicas cercanas.
Con ese fin, el 27 de marzo, a jefa de Defensores, Marta Iris Muñoz, interpuso un recurso de amparo ante la Sala Constitucional para solicitar la prestación de tales servicios médicos en forma permanente.
"Actualmente, las mujeres detenidas en El Buen Pastor deben competir por las citas de las clínicas del Seguro Social, además de requerir de las condiciones necesarias para su traslado, a pesar de la condición de desventaja que enfrentan, al encontrarse privadas de su libertad", argumentó, mediante un comunicado, la Oficina de Prensa de la Corte Suprema de Justicia.
Por otra parte, la Sala Cuarta ordenó a Justicia garantizar el servicio de correo a todos los privados de libertad del país pero no acogió el recurso presentado por la Defensa Pública para garantizar el acceso al servicio médico especializado de ginecología para las privadas de libertad del centro penitenciario el Buen Pastor.
De acuerdo con la naturaleza que debe ejercer la Defensa Pública como contralora de los derechos de los sentenciados y sentenciadas y de conformidad con la aplicación de las Reglas de San José (basadas en las Reglas de Brasilia), la Defensa Pública ha implementado visitas periódicas a los centros penales en coordinación con la Defensoría de los Habitantes con el fin de verificar que se respeten los derechos de esta población.

## Caso de Olivia Bejarano
Una indígena de la etnia ngäbe, quien no entendía español y fue condenada a 13 años de cárcel por un homicidio en un proceso abreviado, pide su libertad tras alegar que no comprendió la acusación ni la sentencia. Se trata de Olivia Bejarano, de 31 años, oriunda de Limoncito de Coto Brus, quien ya lleva dos años y seis meses en prisión.
Desde que está en prisión la indígena ha aprendido a leer y escribir. Según Adaptación Social, es una “buena estudiante”. Como parte de las pruebas para demostrar que no entendía el idioma español, la Defensa Pública, que la representa en el caso, aportó una entrevista hecha por funcionarios de la Defensoría de los Habitantes el 8 de febrero de 2008, cuando ingresó a prisión. En el informe se consigna: “Olivia Bejarano no habla español y se necesitó un traductor para comunicarse con ella”.
Olivia Bejarano presentó un recurso de revisión de la sentencia ante el Tribunal de Casación Penal de Cartago.
En el alegato, preparado por Marta Iris Muñoz, jefa de la Defensa Pública, ella insiste en que durante el juicio abreviado no comprendía “muy bien” el idioma español y que nunca se le hizo acompañar de un traductor.
Para Muñoz, no contar con un intérprete es una violación a los derechos fundamentales y una limitación al acceso de la justicia para una “persona en situación de vulnerabilidad por ser mujer, indígena, pobre y perteneciente a una minoría y privada de libertad”.
Marta Iris Muñoz presentó un recurso de revisión de la sentencia en el cual argumentó que Olivia Bejarano no sabía hablar ni entendía el idioma español y que durante el proceso penal no contó con un traductor o intérprete. Además, presentó una solicitud de indulto ante el Consejo de Gobierno, fundamentada en que la mujer recibió un trato discriminatorio y que se le debe respetar el entorno cultural al cual pertenece.

## Intervenciones ilegítimas al Ejercicio de la defensa técnica
En este año la Defensa Pública de Costa Rica ha sido noticia en los medios de comunicación debido a las denuncias que hizo por considerar que el ejercicio de la defensa técnica había sido amenazado por acciones del Ministerio Público.
Los defensores públicos denunciaron que de manera reiterada el Ministerio Público, con amenazas o denuncias ante la Inspección Judicial, los “limita e intimida” en el ejercicio de sus funciones.
Marta Iris Muñoz , jefa de la Defensa Pública, quien hizo pública la queja, dijo que “son muchos los casos” y que es necesario que se preste atención a los hechos.
Advirtió que la situación tomó mayor relevancia cuando el pasado 24 de junio se arrestó a la defensora pública de Siquirres. “Ese acto fue arbitrario y no se justificaba. La detuvieron saliendo de un juicio”, alegó.
Muñoz afirmó que los procedimientos seguidos por la Fiscalía son reiterativos y tienen como objeto amedrentar a los profesionales de la Defensa Pública en el correcto ejercicio del derecho de defensa y el debido proceso.
“La captura de esta muchacha de Siquirres ha provocado dentro de la Defensa Pública una situación de temor porque es un mensaje. Es una medida desproporcionada. No somos defensores de la impunidad y nunca entorpecemos las investigaciones”, afirmó.
La jefa de la Defensa Pública admitió que conversó “por teléfono” con Dall’Anese, y comentó que esperaba que se sentaran a “dialogar porque tenemos muy claro que sistemáticamente se han venido dando situaciones que nos llevan a una reflexión. Además, no se trata de un caso aislado, sino que son varios y, con esa limitación, no se puede trabajar”.
La Sala Constitucional confirmó la detención denigrante de la defensora pública de Siquirres.Para los magistrados constitucionalistas, hubo una violación a la libertad personal de la defensora y se violaron los principios de proporcionalidad y debido proceso pues fue esposada y tratada con crueldad. La Sala IV condenó al Estado al pago de costas, daños y perjuicios causados y se ordenó comunicar este caso a la Inspección Fiscal para que realice una investigación de los hechos denunciados.

## Reconocimientos
En 1996 se reconoció a la Dirección de la Defensa Pública su labor en la implementación del Código Procesal Penal de 1996.
Además bajo la dirección de Marta Iris Muñoz, UNICEF le otorgó a la Defensa Penal Juvenil un reconocimiento por la labor ejercida en la defensa de los jóvenes en conflicto con la Ley Penal Juvenil.
En el 40 aniversario de la Defensa Pública celebrado en marzo de 2010, las defensas de Argentina y Paraguay reconocieron la trayectoria y la excelencia que ha tenido la Defensa Pública de Costa Rica en Latinoamérica. 
En buenas prácticas, la Defensa Pública ha sido reconocida por el Consejo Superior de la Corte Suprema por implementar el Sistema de video-conferencias mediante el cual la Dirección de la Defensa Pública se conecta con tres centros penales para comunicarse y atender las solicitudes de los privados y privadas de libertad. Así mismo,se ha reconocido a la Defensa Penal Juvenil de Cartago y Defensa Pública de Guápiles con dos buenas prácticas para que sean replicadas al concederles los Primeros Premios.
Recientemente en la rendición de cuentas dada por la Corte respecto al proyecto Corte-BID, la Vicepresidenta de la Corte Suprema de Justicia de Costa Rica, Zarela Villanueva Monge reconoció el esfuerzo de la directora general de la Defensa Pública, Marta Iris Muñoz por rescatar la ejecución del Programa Corte-BID (INDRA) ya que los fines de esta contratación van encaminados a mejorar la eficiencia y el servicio de la Defensa Pública, integrando a esta Institución en un sistema moderno de gestión de manera que por los medios tecnológicos se pueda facilitar la labor diaria del defensor público y obtener información veraz y que pueda ser consultada a través de las redes informáticas.
En noviembre del 2010 el Departamento de Planificación rindió ante la Comisión del Plan Estratégico presidido por la Magistrada Anabelle León, el cumplimiento satisfactorio de todas las metas de la Defensa Pública y resaltó la Unidad de Capacitación de la Defensa Pública, a cargo de la Licenciada Olga Fallas. La Comisión de Control Interno del Poder Judicial, presidida por la Licenciada Milena Conejo la excelente labor de la Defensa Pública en materia de control interno y otorgaron un reconocimiento a la labor de la Defensa Pública en la evaluación de riesgos.
En la reunión de Cooperación Internacional efectuada en diciembre de 2010 la Contralora de Servicios rindió un diagnóstico favorable sobre la labor que ha ejercido la Defensa Pública en la defensa de la población indígena de Costa Rica.
Además, en la Comisión de Cero Papel, se reconocieron los esfuerzos que se han hecho por reducir la utilización de papel dentro de la Institución. Según un informe de Ana Lucía Trejos, la Defensa Pública logró la reducción de dos terceras partes de su gasto de normal de papel salvando más de 148 árboles y economizando 14 millones de colones en papel para el Estado.